# Wapen van Dilbeek
Het Wapen van Dilbeek is het heraldisch wapen van de Belgische gemeente Dilbeek. Het eerste wapen werd op 24 juni 1921 toegekend, het tweede op 8 december 1990.

## Geschiedenis
Het huidige wapen is na de fusie in 1977 van Groot-Bijgaarden, Itterbeek, Schepdaal, Sint-Martens-Bodegem, Sint-Ulriks-Kapelle en Dilbeek aan de nieuwe fusiegemeente Dilbeek toegekend en is gebaseerd op de voormalige wapens van de deelgemeentes. In de linkerhelft is het wapen van Dilbeek te zien, dat teruggaat op het wapen van Louis-Alexander Schockaert die Dilbeek in 1687 had aangekocht (en ook Itterbeek en Sint-Martens-Bodegem tot zijn bezit mocht rekenen), terwijl in de rechterhelft het bovenste kwartier verwijst naar Groot-Bijgaarden, door het wapen de heren van Bijgaarden erin op te nemen (hetgeen men heeft teruggevonden op zegel een van de schepenbank uit 1349), en het onderste kwartier verwijst naar Schepdaal en Sint-Ulriks-Kapelle, door het wapen van de Fourneau de Cruyckenbourg erin op te nemen die in de vroege 17e eeuw deze plaatsen verwierven.

## Blazoen
Het huidige wapen heeft de volgende blazoenering:
Gedeeld 1. in goud een dwarsbalk van lazuur, vergezeld in het schildhoofd van een adelaar van sabel, gepoot en getongd van keel 2. doorsneden a. in goud een schildhoofd geschaakt van tien stukken van zilver en van keel b. in lazuur, bezaaid met blokjes van goud, een keper van hetzelfde.
Het voormalige wapen had de volgende blazoenering:
In goud, een blauwe dwarsbalk in het hoofd vergezeld van een roodgenagelden en - getongden zwarten adelaar, het schild overdekt met eene kroon met elf paarlen, waarvan drie verheven: schildhouders: twee gouden griffioenen.

## Verwante wapens

Wapen van Louis-Alexander Schockaert (voormalige wapen van Dilbeek).
Wapen van de heren van Bijgaarden (volgens het wapenboek Gelre.).
Wapen van de Fourneau de Crucyckenbourg.